# Julien Louis Geoffroy
Julien Louis Geoffroy, né à Rennes le 17 août 1743 et mort à Paris 1er le 27 février 1814, est un journaliste et critique dramatique et littéraire français.

## Biographie
Julien-Louis Geoffroy fit ses études au collège de Rennes, puis au collège Louis-le-Grand de Paris. Il entra au noviciat des Jésuites en 1758. Il fut maître de quartier au collège de Montaigu, puis précepteur particulier. C'est alors qu'il composa une tragédie de La Mort de Caton, qui fut reçue à la Comédie-Française mais ne fut jamais représentée.
Agrégé à l'Université, il remporta à trois reprises le prix de discours latin dans le concours annuel des maîtres ès arts mais l'Académie française lui préféra Jean-François de La Harpe pour l’Éloge de Charles V. Après la suppression des jésuites, il enseigna la rhétorique au collège de Navarre, puis au collège des Quatre-Nations et acquit, dans ces fonctions, une assez grande réputation.
Il commença sa carrière de critique littéraire en collaborant à partir de 1776 à l'Année littéraire d’Élie Fréron, et ce, jusqu'à la disparition du journal en 1792. Il y montra du discernement, des vues justes, une solide culture, un style élégant et ferme, ne cherchant jamais l'ironie. Une épigramme ayant couru contre lui qui le prétendait domicilié rue Geoffroy-l'Asnier, il y répondit par ces vers, les seuls qu'il ait composés :
Oui, je suis un ânier sans doute,

Et je le prouve à coups de fouet,

Que j’applique à chaque baudet

Que je rencontre sur la route.
De 1781 à 1788, Geoffroy collabora également au Journal de Monsieur. Pendant la Révolution française, il fut le cofondateur, avec l'abbé Royou, du journal royaliste L'Ami du roi (1790-1792). Son engagement lui valut des difficultés pendant la Terreur. Il parvint cependant à échapper à l'emprisonnement ou à la guillotine en se déguisant en paysan pour se cacher dans un village de la banlieue parisienne, où il finit par se faire accepter comme maître d'école. Il y demeura jusqu'en 1799. Il revint alors à Paris et entra comme professeur à la pension Hix.
En 1800, il tenta, mais en vain, de faire revivre l'Année littéraire. À la demande de son ami Bertin, il rejoignit alors le Journal des débats, comme critique dramatique, s’intéressant en particulier au théâtre et à l’opéra, ainsi qu’aux concerts, à l’occasion.

Il a ainsi fondé la tradition de la critique au Journal des débats et est apparu comme un modèle de la critique pour le début du XIXe siècle. La plupart des journaux consacrés aux spectacles étaient tombés dans l'abandon, leurs rédacteurs ne possédant pas cette touche brillante dont Geoffroy sut faire usage ; la critique et l'analyse des pièces restaient stériles, dénuées d'observations judicieuses qui auraient pu servir au progrès d'un art toujours estimé en France, et devenu même une nécessité pour les différentes classes de la société. Les Feuilletons de Geoffroy connurent un immense succès ; faisant et défaisant les réputations. Pour plaire à un public nouveau, il adapta son style cherchant le trait d'esprit, la tournure piquante, l'élément de polémique qui susciterait l'intérêt des lecteurs, sans reculer, à l'occasion, devant l'injure et la méchanceté : 

« C'est énerver la critique littéraire, disait-il, que d'aller chercher des circonlocutions pour exprimer des défauts qu'on peut très clairement spécifier d'un seul mot : appliqué à la personne, ce mot serait une injure ; appliqué à l'ouvrage, c'est le mot propre. Quelques-unes de mes expressions leur paraissent ignobles et triviales : je voudrais trouver des mots encore plus capables de peindre la bassesse de certaines choses dont je suis obligé de parler. Mes phrases ne sont pas le résultat d'un calcul, d'une froide combinaison d'esprit ; elles suivent les mouvements de mon âme ; c'est le sentiment que j'éprouve qui me donne le ton ; j'écris comme je suis affecté, et voilà pourquoi on me lit. »

Selon Sainte-Beuve : 

« Geoffroy manquait essentiellement de distinction, mais il ne manquait ni d’esprit, ni d’un certain sel. Il a volontiers le style gros, l’expression grasse, mais en général juste, saine. Quand il ne se laisse point détourner par la passion ni déranger par certains calculs, il dit des choses qui se retrouvent vraies en définitive ; il a raison d’une manière peu gracieuse, mais il a raison. »

Son parti-pris de brutalité, ses dénigrements contre Voltaire, Marie-Joseph Chénier et le XVIIIe siècle lui attirèrent toutefois de nombreuses inimitiés. Il fut copieusement injurié. François-Joseph Talma le gifla en public. Bouvet de Cressé publia contre lui une satire plagiant plus ou moins celle de Luce de Lancival contre le même. On alla jusqu'à publier sous son nom une exécrable tragédie de Caton (1804) composée pour l'occasion, sans doute par Michel de Cubières. On attaqua sa moralité et on l'accusa de vendre ses éloges et ses blâmes, ce qui n'est pas complètement invraisemblable. Dans le Journal de l'Empire même, Dussault écrivit sous le nom d'un « vieil amateur » un article rempli d'allusions transparentes (1812). Geoffroy chercha maladroitement à se justifier dans un article intitulé « Mon retour et ma rentrée ». À sa mort, on fit cette épigramme :
Nous venons de perdre Geoffroy.

— Il est mort ? — Ce soir on l’inhume.

— De quel mal ? — Je ne sais pas. — Je le devine, moi.

L’imprudent par mégarde aura sucé sa plume.
Il est inhumé au cimetière du Père-Lachaise,.

## Œuvres
L’éclectisme de Geoffroy lui permit d’entretenir ses lecteurs des ouvrages du siècle de Louis XIV comme des nouveautés ; ses leçons sur l’art du comédien furent mises en pratique par plus d’un acteur.
Les articles de Geoffroy furent réunis après sa mort par Étienne Gosse sous le titre de Cours de littérature dramatique (Paris, Blanchard, 1819-1820, 5 vol.), mais ne connurent qu’un maigre succès d’estime. On en a fait des extraits sous le titre de Manuel dramatique (Paris, 1822, in-18).
Geoffroy a aussi rédigé une analyse de l'œuvre de Racine sous le nom de Commentaire, qui a été publiée comme préface à l'édition de Lenormant (1808), et qui est assez superficielle. Il a édité les œuvres de Louis Racine (Paris, 1808, 6 vol.). Il a traduit les Idylles de Théocrite (Paris, 1801, in-8°) et les a assorties de commentaires.